# Carlo Lurago
Carlo Lurago (Pellio, 14 dicembre 1615 o Laino, 1618 – Passavia, 1684) è stato un architetto italiano attivo principalmente a Praga.

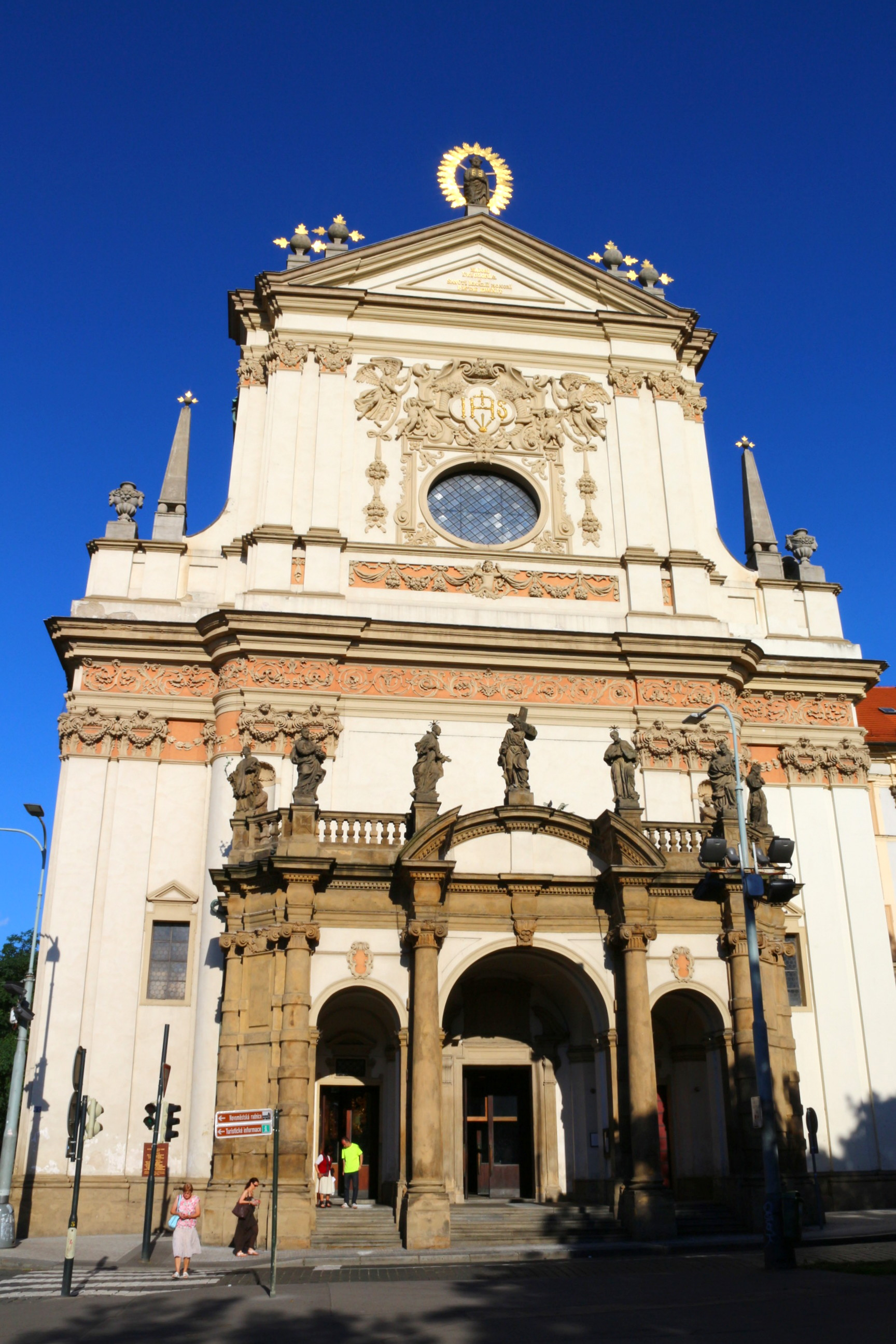
La chiesa di Sant'Ignazio a Praga.

Nato a Laino in Val d'Intelvi (provincia di Como), quando all'età di 23 anni emigrò a Praga era già un abile stuccatore. Nella capitale boema costruì diverse chiese dei gesuiti e chiostri, inclusi alcuni al Clementinum, in uno stile barocco prematuro. La sua prima commessa furono gli stucchi della chiesa gotica del San Salvatore a Praga. Lavorò inoltre alla cappella di Sant'Eligio nel 1654, dove, prima di lui, aveva già lavorato Domenico Orsi.
Lurago ebbe successo anche al di fuori della Boemia. Progettò la cattedrale di Passavia che è di notevole interesse poiché la navata centrale ha una serie di cupole ellittiche piatte e questo disegno straordinario anticipò molti altri manufatti barocchi. Un altro esempio importante del suo lavoro fu il santuario di Maria Taferl, nell'omonima cittadina, che fu completata, però, da Jakob Prandtauer essendo egli deceduto prematuramente.

## Opere
- 1637-1659: municipio barocco, Náchod
- 1638-1648: chiesa di San Salvatore, Praga
- 1640-1642: chiesa dei gesuiti e il collegio, Březnice
- 1650-1659: modifiche ed ampliamento del castello di Náchod
- c. 1650:   modifiche alla chiesa di Santa Maria in catene, Malá Strana, Praga
- 1651:      modifiche al palazzo Lobkowicz, Praga
- 1653-1660: Clementinum, Staré Město, Praga
- 1653-1658: modifiche baroccheggianti del castello dei conti di Herberstein, Grafenort, distretto di Kłodzko, Slesia
- 1654-1666: chiesa gesuita dell'Assunzione, Hradec Králové
- 1654-1679: chiesa di San Ignazio, Klatovy (Klattau)
- 1655-1661: modifiche al castello di Nové Město nad Metují
- 1657-1739: chiesa di San Giovanni sotto la scogliera (Svatý Jan pod Skalou), Beroun
- 1658:      "Stone Birdhouses", Praga
- 1659-1674: chiostro della chiesa del pellegrinaggio di Svatá Hora vicino a Příbram
- 1578-1653: Clementinum, San  Salvatore (Kostel svatého Salvátora), Staré Město, Praga
- 1654-1690: collegio gesuita Kłodzko, Slesia
- 1663-1668: chiostro im Waldl, Kladno
- 1665-1670: chiesa di Sant'Ignazio (Kostel svatého Ignáce), Praga
- 1666-1668: casini di caccia per Humprecht Jan Czernin von Chudenice, Sobotka
- 1668:      Cattedrale di Santo Stefano, Passavia
- 1670:      chiesa del pellegrinaggio di Maria Taferl im Poggstal
- 1673:      San Nicolò professhaus a Malá Strana, Praga
- 1688:      Rimodellamento della chiesa di Sant'Ignazio a Chomutov